# Selección Fantasma
Se conoce como selección fantasma al equipo argentino que entrenó en forma paralela a la selección regular durante varias semanas a 2500 m de altura como preparación para jugar en el estadio Hernando Siles contra Bolivia por la clasificación al Mundial 1974.
El partido se disputó el 23 de septiembre de 1973. Se recuerda por ser una de las pocas ocasiones en las que Argentina venció a Bolivia como visitante. El triunfo dejó a Argentina prácticamente clasificado al Mundial 1974.

## Contexto
Para la Copa Mundial de Fútbol de 1974, la Conmebol disponía de 3,5 plazas de las 16 totales del mundial. Una plaza estaba asignada directamente para Brasil, por ser el actual campeón de la competición, por lo que un total de 8 selecciones se disputaron 2,5 plazas.
Los equipos se repartieron en tres grupos, dos de tres y uno de dos. El primero de cada grupo de tres se clasificaba automáticamente para el Mundial, mientras que el del grupo de dos equipos debía jugar un play-off con un representante de  UEFA. El grupo 2 estaba compuesto por Argentina, Paraguay y Bolivia.
Argentina venía de ser eliminada del mundial anterior tras perder precisamente con Bolivia como visitante y empatar con Perú en Buenos Aires. Esta es hasta el momento la única eliminación de esta selección en etapa clasificatoria. Argentina ambicionaba organizar el Mundial 1978, pero dos eliminaciones seguidas lo harían poco probable.
Bolivia contaba con Ovidio Messa como su única figura de renombre y no participaba en un mundial desde 1950. Sin embargo, jugaba sus partidos como local en el estadio Hernando Siles, ubicado a 3577 m s. n. m., lo que le daba una ventaja importante, ya que sus jugadores (a diferencia de los visitantes) se encontraban aclimatados a la escasez de oxígeno. Argentina solo había conseguido una victoria en este estadio, en 1965. En el antecedente más reciente en 1969 en La Paz, Bolivia había vencido 3-1.

## La selección fantasma
En julio, antes de que se empezaran a disputar las eliminatorias, Miguel Ignomiriello, ayudante del técnico argentino, propuso enviar a un grupo de jugadores a La Quiaca, población ubicada a 3400 m s. n. m., para que al momento de jugar el partido estuvieran aclimatados. El mismo Ignomiriello viajó como entrenador, mientras que los convocados, en su mayoría juveniles, fueron:
- Ubaldo Matildo Fillol (23 años, River Plate)
- Jorge Tripicchio (19 años, San Lorenzo de Almagro)
- Rubén Oscar Glaria (25 años, San Lorenzo de Almagro)
- Osvaldo Cortés Calvo (23 años, Atlanta)
- Néstor Antonio Chirdo (21 años, Estudiantes de La Plata)
- Daniel José Tagliani (26 años, Vélez Sársfield)
- Jorge Troncoso (23 años, Vélez Sársfield)
- Reinaldo Carlos Merlo (23 años, River Plate)
- Rubén Galván (21 años, Independiente)
- Marcelo Antonio Trobbiani (18 años, Boca Juniors)
- Ricardo Enrique Bochini (19 años, Independiente)
- Oscar Ramón Fornari (23 años, Vélez Sársfield)
- Mario Alberto Kempes (19 años, Instituto)
- Aldo Pedro Poy (28 años, Rosario Central)
- Juan José López (23 años, River Plate)
- Juan Ramón Rocha (19 años, Newell's Old Boys)

Sin embargo, surgieron una serie de contratiempos. En primer lugar, por falta de alojamiento en La Quiaca, el equipo se vio obligado a trasladarse a Tilcara, a 2500 m s. n. m. Los entrenamientos tuvieron lugar en la cancha del Club Estudiantes de Humahuaca y en Mina Aguilar. La Asociación del Fútbol Argentino había prometido el apoyo necesario, pero luego lo negó. El plantel se vio obligado a jugar amistosos para conseguir dinero. Reinaldo Carlos Merlo y Juan José López, de River Plate, abandonaron la concentración a los pocos días por razones anímicas (de Juan José López también hay fuentes que indican que ni viajó).
Se habla de hasta 15 amistosos jugados, todos ganados salvo el primero. Se tiene registro de los siguientes:
| 23 de agosto de 1973 | Argentina B | 0:0 | Combinado jujeño | San Salvador de Jujuy, 1259 m s. n. m. |  |

| 26 de agosto de 1973 | Argentina B                                  | 5:2 (2:1) | Combinado puneño          | La Quiaca, 3442 m s. n. m. |  |
|                      | Mario Kempes 9' 15' 53' · Juan Rocha 50' 54' |           | González 5' · Serrano 70' |                            |  |

| 30 de agosto de 1973 | Argentina B  | 1:0 | Cienciano | Cuzco, 3399 m s. n. m. |  |
|                      | Mario Kempes |     |           |                        |  |

| 6 de septiembre de 1973 | Argentina B      | 1:0 (1:0) | FBC Melgar | Arequipa, 2335 m s. n. m. |  |
|                         | Mario Kempes 26' |           |            |                           |  |

| 9 de septiembre de 1973 | Argentina B                                    | 4:3 | Club Alfonso Ugarte     | Puno, 3827 m s. n. m. |  |
|                         | Ricardo Bochini · Mario Kempes · Oscar Fornari |     | Neira · Ticona · Butrón |                       |  |

| 13 o 14 de septiembre de 1973 | Argentina B                                    | 3:1 (1:1) | San José          | Oruro, 3735 m s. n. m. |  |
|                               | Oscar Fornari 4' · Mario Kempes 56' 75' (pen.) | Reporte   | Jorge Vásquez 33' |                        |  |

| 16 de septiembre de 1973 | Argentina B | 3:1 | Independiente Unificada | Potosí, 3900 m s. n. m. |  |

Mientras tanto, la selección titular participó de una gira por Europa. Por otro lado, la selección de Paraguay también recurrió a una preparación de varias semanas en la altura, jugando en ocasiones amistosos contra los mismos equipos que la selección fantasma. Gracias a esto consiguió un triunfo por 2-1.

## Previa
Antes del inicio del encuentro, la tabla de posiciones se encontraba de la siguiente manera:
| Pos | Equipo    | Pts | PJ | PG | PE | PP | GF | GC | DIF |
| --- | --------- | --- | -- | -- | -- | -- | -- | -- | --- |
| 1.º | Argentina | 3   | 2  | 1  | 1  | 0  | 5  | 1  | 4   |
| 2.º | Paraguay  | 3   | 2  | 1  | 1  | 0  | 3  | 2  | 1   |
| 3.º | Bolivia   | 0   | 2  | 0  | 0  | 2  | 1  | 6  | -5  |

Dada la situación, un empate o derrota situaría a Argentina en una situación similar a la de su eliminación en 1970. Si Paraguay, como se esperaba, vencía a Bolivia como local, Argentina se vería obligada a ganar el último partido para clasificar.
La "selección fantasma" fue reforzada con algunos jugadores de la selección regular: Daniel Carnevali, Ángel Bargas, Rubén Ayala y Roberto Telch.
Curiosamente, el partido tuvo lugar el mismo día que las elecciones presidenciales en Argentina.

## El partido
| 1     | ARQ   | Conrado Claudio Jiménez Hurtado |     |
| 2     | DEF   | Miguel Antelo                   |     |
| 3     | MED   | Walter Costa Rojas              | 76' |
| 7     | DEL   | Juan Carlos Fernández           |     |
| 15    | MED   | Luis Iriondo                    |     |
| 6     | DEF   | Eduardo Angulo Torme            |     |
| 5     | MED   | Nicolás Linares                 |     |
| 8     | MED   | Ovidio Messa                    |     |
| 11    | MED   | Raúl Alberto Morales            | 66' |
| 10    | MED   | Hugo Pérez                      |     |
| 14    | MED   | Freddy Vargas                   |     |
| D. T. | D. T. | José Carlos Trigo               |     |

| 1     | ARQ   | Daniel Carnevali |     |
| 2     | DEF   | Ángel Bargas     |     |
| 3     | DEF   | Rubén Glaria     |     |
| 6     | DEF   | Daniel Tagliani  |     |
| 4     | DEF   | Osvaldo Cortés   |     |
| 8     | MED   | Rubén Galván     |     |
| 7     | MED   | Roberto Telch    | 76' |
| 9     | DEL   | Rubén Ayala      |     |
| 10    | DEL   | Mario Kempes     | 64' |
| 7     | DEL   | Oscar Fornari    |     |
| 11    | DEL   | Aldo Pedro Poy   |     |
| D. T. | D. T. | Omar Sívori      |     |

| 14 | MED | Jorge Llado                  | 66' |
| 4  | DEF | Jaime Carlos Jiménez Olivera | 76' |

| 21 | MED | Ricardo Bochini   | 64' |
| 14 | MED | Marcelo Trobbiani | 76' |

| 18' | Oscar Fornari | 0-1 |

| Amonestado · Amonestado | Eduardo Angulo Torme Raúl Alberto Morales |

| Principal  | Arnaldo César Coelho (Brasil)       |
| Asistentes | Joaquim Goncalvez Da Silva (Brasil) |
|            | Sebastiao Rufino (Brasil)           |

| 1     | ARQ   | Conrado Claudio Jiménez Hurtado |     |
| 2     | DEF   | Miguel Antelo                   |     |
| 3     | MED   | Walter Costa Rojas              | 76' |
| 7     | DEL   | Juan Carlos Fernández           |     |
| 15    | MED   | Luis Iriondo                    |     |
| 6     | DEF   | Eduardo Angulo Torme            |     |
| 5     | MED   | Nicolás Linares                 |     |
| 8     | MED   | Ovidio Messa                    |     |
| 11    | MED   | Raúl Alberto Morales            | 66' |
| 10    | MED   | Hugo Pérez                      |     |
| 14    | MED   | Freddy Vargas                   |     |
| D. T. | D. T. | José Carlos Trigo               |     |

| 1     | ARQ   | Daniel Carnevali |     |
| 2     | DEF   | Ángel Bargas     |     |
| 3     | DEF   | Rubén Glaria     |     |
| 6     | DEF   | Daniel Tagliani  |     |
| 4     | DEF   | Osvaldo Cortés   |     |
| 8     | MED   | Rubén Galván     |     |
| 7     | MED   | Roberto Telch    | 76' |
| 9     | DEL   | Rubén Ayala      |     |
| 10    | DEL   | Mario Kempes     | 64' |
| 7     | DEL   | Oscar Fornari    |     |
| 11    | DEL   | Aldo Pedro Poy   |     |
| D. T. | D. T. | Omar Sívori      |     |

| 14 | MED | Jorge Llado                  | 66' |
| 4  | DEF | Jaime Carlos Jiménez Olivera | 76' |

| 21 | MED | Ricardo Bochini   | 64' |
| 14 | MED | Marcelo Trobbiani | 76' |

| 18' | Oscar Fornari | 0-1 |

| Amonestado · Amonestado | Eduardo Angulo Torme Raúl Alberto Morales |

| Principal  | Arnaldo César Coelho (Brasil)       |
| Asistentes | Joaquim Goncalvez Da Silva (Brasil) |
|            | Sebastiao Rufino (Brasil)           |

| 1     | ARQ   | Conrado Claudio Jiménez Hurtado |     |
| 2     | DEF   | Miguel Antelo                   |     |
| 3     | MED   | Walter Costa Rojas              | 76' |
| 7     | DEL   | Juan Carlos Fernández           |     |
| 15    | MED   | Luis Iriondo                    |     |
| 6     | DEF   | Eduardo Angulo Torme            |     |
| 5     | MED   | Nicolás Linares                 |     |
| 8     | MED   | Ovidio Messa                    |     |
| 11    | MED   | Raúl Alberto Morales            | 66' |
| 10    | MED   | Hugo Pérez                      |     |
| 14    | MED   | Freddy Vargas                   |     |
| D. T. | D. T. | José Carlos Trigo               |     |

| 1     | ARQ   | Daniel Carnevali |     |
| 2     | DEF   | Ángel Bargas     |     |
| 3     | DEF   | Rubén Glaria     |     |
| 6     | DEF   | Daniel Tagliani  |     |
| 4     | DEF   | Osvaldo Cortés   |     |
| 8     | MED   | Rubén Galván     |     |
| 7     | MED   | Roberto Telch    | 76' |
| 9     | DEL   | Rubén Ayala      |     |
| 10    | DEL   | Mario Kempes     | 64' |
| 7     | DEL   | Oscar Fornari    |     |
| 11    | DEL   | Aldo Pedro Poy   |     |
| D. T. | D. T. | Omar Sívori      |     |

| 14 | MED | Jorge Llado                  | 66' |
| 4  | DEF | Jaime Carlos Jiménez Olivera | 76' |

| 21 | MED | Ricardo Bochini   | 64' |
| 14 | MED | Marcelo Trobbiani | 76' |

| 18' | Oscar Fornari | 0-1 |

| Amonestado · Amonestado | Eduardo Angulo Torme Raúl Alberto Morales |

| Principal  | Arnaldo César Coelho (Brasil)       |
| Asistentes | Joaquim Goncalvez Da Silva (Brasil) |
|            | Sebastiao Rufino (Brasil)           |

| 1     | ARQ   | Conrado Claudio Jiménez Hurtado |     |
| 2     | DEF   | Miguel Antelo                   |     |
| 3     | MED   | Walter Costa Rojas              | 76' |
| 7     | DEL   | Juan Carlos Fernández           |     |
| 15    | MED   | Luis Iriondo                    |     |
| 6     | DEF   | Eduardo Angulo Torme            |     |
| 5     | MED   | Nicolás Linares                 |     |
| 8     | MED   | Ovidio Messa                    |     |
| 11    | MED   | Raúl Alberto Morales            | 66' |
| 10    | MED   | Hugo Pérez                      |     |
| 14    | MED   | Freddy Vargas                   |     |
| D. T. | D. T. | José Carlos Trigo               |     |

| 1     | ARQ   | Daniel Carnevali |     |
| 2     | DEF   | Ángel Bargas     |     |
| 3     | DEF   | Rubén Glaria     |     |
| 6     | DEF   | Daniel Tagliani  |     |
| 4     | DEF   | Osvaldo Cortés   |     |
| 8     | MED   | Rubén Galván     |     |
| 7     | MED   | Roberto Telch    | 76' |
| 9     | DEL   | Rubén Ayala      |     |
| 10    | DEL   | Mario Kempes     | 64' |
| 7     | DEL   | Oscar Fornari    |     |
| 11    | DEL   | Aldo Pedro Poy   |     |
| D. T. | D. T. | Omar Sívori      |     |

| 14 | MED | Jorge Llado                  | 66' |
| 4  | DEF | Jaime Carlos Jiménez Olivera | 76' |

| 21 | MED | Ricardo Bochini   | 64' |
| 14 | MED | Marcelo Trobbiani | 76' |

| 18' | Oscar Fornari | 0-1 |

| Amonestado · Amonestado | Eduardo Angulo Torme Raúl Alberto Morales |

| Principal  | Arnaldo César Coelho (Brasil)       |
| Asistentes | Joaquim Goncalvez Da Silva (Brasil) |
|            | Sebastiao Rufino (Brasil)           |

El triunfo dejó a Argentina a un empate de la clasificación, que finalmente se consiguió unas semanas más tarde venciendo a Paraguay por 3 a 1 en La Bombonera. Para el Mundial 1974 fueron convocados cuatro jugadores de la selección fantasma: Fillol, Glaría, Kempes y Poy. El equipo llegó a 2.ª ronda, terminando en el puesto 8.º.
Argentina organizó y ganó el Mundial 1978, con una actuación destacada de Mario Kempes y Ubaldo Fillol. Rubén Galván también formó parte de ese plantel Campeón del Mundo. Por otro lado, el gol de Fornari fue el único en la Selección en su carrera.
Bolivia es aún un equipo para el que los que los resultados dependen en gran medida de la localía. No volvió a perder con Argentina en La Paz hasta 2005, contra el equipo dirigido por José Pekerman. Contra Paraguay no volvió a perder.
En 1997, durante las eliminatorias para Francia 1998, Daniel Passarella pasó 15 días en Tilcara con jugadores que no eran habitualmente convocados. Bolivia de todas formas ganó en esa ocasión por 2 a 1, en un partido que finalizó en escándalo por una agresión sufrida por Julio Cruz.